# Michael Hepburn
Michael Hepburn (Brisbane, Queensland, 17 d'agost de 1991) és un ciclista australià, professional des del 2009. Actualment corre a l'equip Team Jayco AlUla.
Combina el ciclisme en pista amb la ruta. En pista destaquen, una medalla als Jocs Olímpics de Londres i una altra als de Rio de Janeiro, i vuit campionats del món, totes elles en la modalitat de Persecució.
En ruta ha guanyat dues medalles als Campionats del Món en ruta en la modalitat de Contrarellotge.

## Palmarès en pista
- 2009
  -  Campió del món júnior en Persecució
- 2010
  -  Campió del món de persecució per equips, amb Cameron Meyer, Jack Bobridge i Rohan Dennis
  -  Medalla d'or als Jocs de la Commonwealth amb persecució per equips, amb Michael Freiberg, Jack Bobridge i Dale Parker
  - Campió d'Oceania en persecució
  - Campió d'Oceania en persecució per equips, amb Leigh Howard, Jack Bobridge i Cameron Meyer
  -  Campió d'Austràlia d'Òmnium
- 2011
  -  Campió del món de persecució per equips, amb Luke Durbridge, Jack Bobridge i Rohan Dennis
- 2012
  -  Medalla de plata als Jocs Olímpics del 2012 en persecució per equips, amb Jack Bobridge, Rohan Dennis i Glenn O'Shea
  -  Campió del món de persecució
  -  Campió d'Austràlia de persecució
- 2013
  -  Campió del món de persecució
  -  Campió del món de persecució per equips, amb Alexander Edmondson, Alexander Morgan i Glenn O'Shea
  -  Campió d'Austràlia de persecució
- 2016
  -  Medalla de plata als Jocs Olímpics de Rio de Janeiro en persecució per equips, amb Jack Bobridge, Alexander Edmondson, Sam Welsford i Callum Scotson
  -  Campió del món en Persecució per equips (amb Sam Welsford, Miles Scotson, Callum Scotson, Alexander Porter i Luke Davison)

### Resultats a laCopa del Món
- 2009-2010
  - 1r a Melbourne i Pequín, en Persecució per equips
- 2010-2011
  - 1r a Melbourne, en Persecució per equips
- 2011-2012
  - 1r a Londres, en Persecució per equips
- 2015-2016
  - 1r a Cambridge, en Persecució per equips

## Palmarès en ruta
- 2010
  -  Campió d'Austràlia en ruta sub-23
- 2011
  - Vencedor d'una etapa a la Volta a Noruega
  - Vencedor de 2 etapes al Tour de l'Avenir
- 2014
  -  Campió d'Austràlia en contrarellotge
  - Vencedor d'una etapa al Tour de Qatar
- 2015
  - Campió d'Oceania en contrarellotge

### Resultats al Giro d'Itàlia
- 2014. 154è de la classificació general
- 2015. 160è de la classificació general
- 2016. 150è de la classificació general
- 2017. 122è de la classificació general
- 2020. No surt (10a etapa)
- 2021. 120è de la classificació general
- 2022. 112è de la classificació general
- 2023. 77è de la classificació general

### Resultats al Tour de França
- 2018. 117è de la classificació general
- 2019. 146è de la classificació general

### Resultats a la Volta a Espanya
- 2022. 118è de la classificació general
- 2023. Abandona (6a etapa)